# RADWIMPS4.5
『RADWIMPS4.5』（ラッドウィンプス・よんてんご）はRADWIMPSのPV集DVD。2007年2月7日発売。発売元は東芝EMI。

## 解説
RADWIMPSの初のDVDとしてインディーズ時代のミュージック・ビデオを中心に、特典映像としてライブ映像やレコーディング風景なども収録されている。この作品でシングル、アルバムに先立ち初のオリコンチャートで音楽・総合で1位を獲得。音楽の1stDVDによる総合ランキング1位は、2005年8月8日付けの大塚愛『JAM PUNCH TOUR 2005〜コンドルのパンツがくいコンドル〜at Tokyo International Forum Hall A on 1st of June 2005』以来、1年半ぶりであり、初の1位をシングル・アルバムより先にDVDで獲得した例は、2003年3月10日付けのKAT-TUN『お客様は神サマーConcert 55万人愛のリクエストに応えて!!』以来、約4年ぶり史上2組目となった。
なお、「祈跡」のPV（監督：Tony Chang）は収録されていない。

## 収録曲
1. 愛し（監督：島田大介）
前半部分の映像がモノクロになっている。
2. へっくしゅん（監督：高畑淳史）
廃墟らしき建物内で撮影された。全体的にダークな雰囲気をかもし出している。
3. 25コ目の染色体（監督：島田大介）
個室でRADWIMPSが演奏している映像と、もう一つの部屋で女の人がだれかを待っているという映像が重なる。
4. イーディーピー～飛んで火に入る夏の君～（監督：島田大介）
最初に「ABCの歌」が流れる。おもちゃのバットを持った女の子が地面や建物を破壊していくというシュールな内容。
5. おとぎ（監督：島田大介）
『RADWIMPS3～無人島に持っていき忘れた一枚～』収録曲。男女のアニメーションが挿入されている。
6. ふたりごと（監督：島田大介）
某大学で撮影。クレーン車が使われた。
7. 有心論（監督：須藤カンジ）
土手で撮影された。途中で歌詞の内容どおりの通販番組が流れるなど、歌詞の内容と呼応した内容となっている。2007年SPACE SHOWER Music Video Awards「BEST ART DIRECTION VIDEO」を受賞した。
8. セツナレンサ（監督：須藤カンジ）
首が生えた木の女の人・世界各地で現れる人形・CG合成された野田の顔など、もっともシュールかつ意味不明な内容となっている。メンバーの演奏シーンは無い。
9. me me she（監督：島田大介）
『RADWIMPS 4 ～おかずのごはん～』収録曲。Vo.野田と女の人が海辺まで散歩するというシンプルな内容でありながら、ラストは衝撃的。
10. いいんですか?（監督：島田大介）
『RADWIMPS 4 ～おかずのごはん～』収録曲。数百人のファンが輪になり、RADWIMPSはその中心で演奏している。天候は雨。
11. ライブダイジェスト
特典映像1
12. レコーディング&オフショット
特典映像2